# پایگاه دریایی

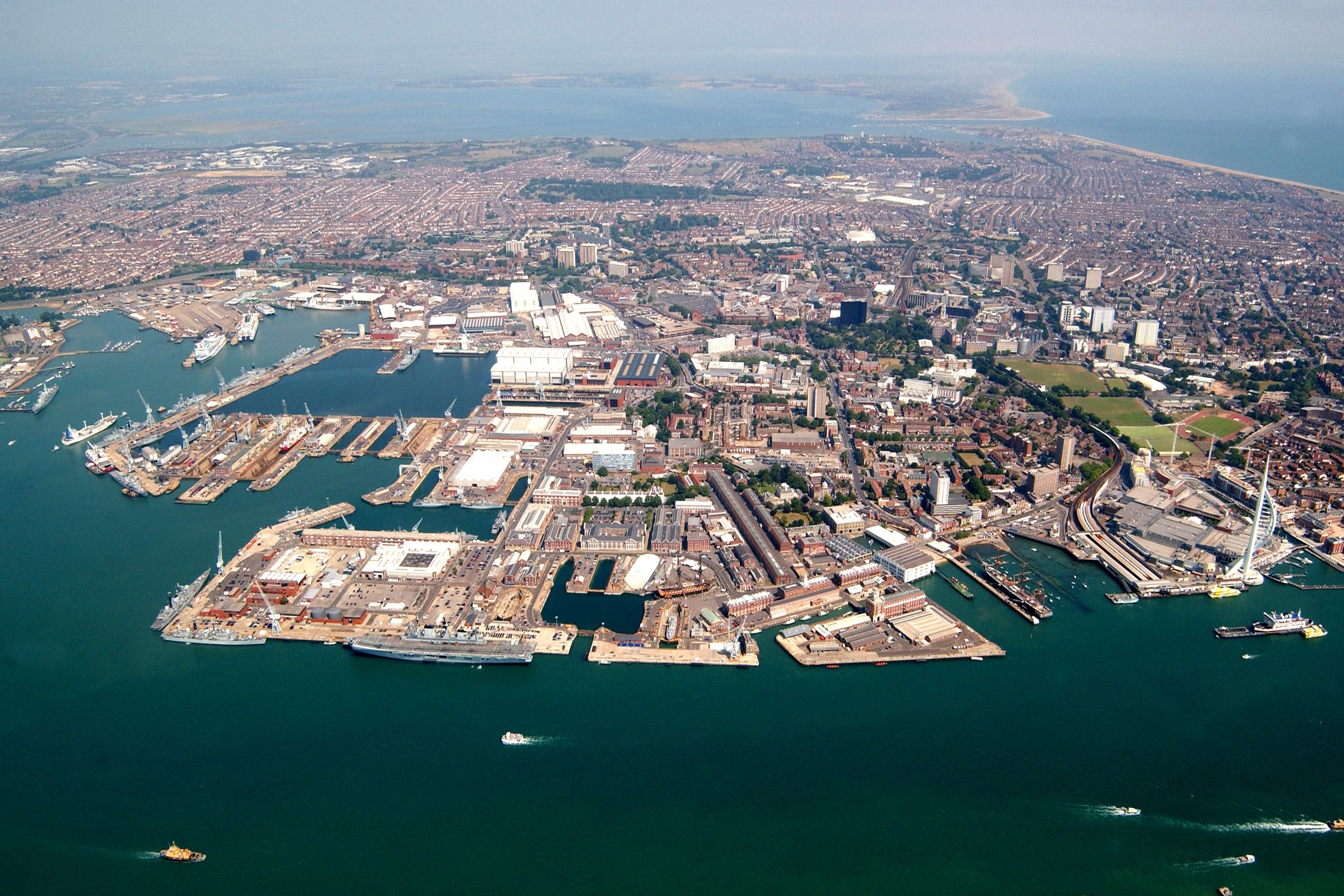
نمای هوایی از پایگاه دریایی پورتسموث که در سال ۲۰۰۵ گرفته شده است.

پایگاه دریایی (انگلیسی: Naval base) پایگاه نیروی دریایی یا بندر نظامی، پایگاهی نظامی است، که کشتی‌های جنگی و شناورهای نیروی دریایی، در زمانی که مأموریتی در دریا ندارند، یا نیاز به ذخیره‌سازی مجدد دارند و یا جهت انجام عملیات تعمیر و نگهداری، در آنجا پهلو می‌گیرند. برخی از پایگاه‌های دریایی همچنین جایگاه موقت هواپیماهایی می‌باشند، که از متعلقات کشتی‌ها بشمار می‌آیند.
در ایالات متحده، دستور عمومی شماره ۱۳۵ وزارت نیروی دریایی ایالات متحده که در سال ۱۹۱۱ به عنوان راهنمای رسمی اصطلاحات دریایی صادر شد، یک ایستگاه دریایی را به عنوان "هر مؤسسه‌ای برای ساخت، تولید، پهلوگیری، تعمیر، تأمین یا آموزش تحت کنترل نیروی دریایی" توصیف کرد. همچنین ممکن است شامل چندین مؤسسه باشد. در مقابل، یک پایگاه دریایی "نقطه‌ای بود که از آنجا عملیات دریایی انجام می‌شود".
در بیشتر کشورها، پایگاه‌های دریایی نامگذاری و شناسایی می‌شوند.
یکی از ویژگی‌های نیروی دریایی سلطنتی و برخی دیگر از نیروهای دریایی که از سنت‌های دریایی بریتانیا پیروی می‌کنند، مفهوم ناوچه سنگی است: یک پایگاه دریایی در خشکی که مانند کشتی نامگذاری می‌شود. برخی از تأسیسات اغلب در ابتدا به عنوان یک اقدام صرفه‌جویی در هزینه روی بدنه‌ها قرار می‌گرفتند و بعداً به خشکی منتقل می‌شدند اما نام‌های سنتی خود را حفظ می‌کردند.